# داوید نرس
داوید نرس کامپوس (پرتغالی: David Neres Campos؛ زادهٔ ۳ مارس ۱۹۹۷)، بازیکن فوتبال اهل برزیل است که برای باشگاه ناپولی بازی می‌کند.

## باشگاهی
از باشگاه‌هایی که در آن بازی کرده‌است می‌توان به باشگاه فوتبال سائو پائولو و آژاکس اشاره کرد.